# Tetramorium caespitum
La hormiga de pavimento, Tetramorium caespitum, es una plaga casera común, cuyos individuos suelen construir sus colonias bajo el pavimento. Se distingue por una espina en la espalda, dos nódulos en su pecíolo y granuras en su cabeza y tórax. La especie es nativa de Europa, pero fue introducida en América del Norte en el siglo XVIII.